# 索佩拉纳
索佩拉纳，是西班牙巴斯克自治区比斯开省的一个市镇。总面积8平方公里，总人口10709人（2001年），人口密度1339人/平方公里。